# Monte Pajariel
El monte Pajariel es una montaña próxima a la ciudad de Ponferrada (León, España), desde la que se domina todo su paisaje urbano. Se encuentra separada de la ciudad por el río Sil.

## Descripción

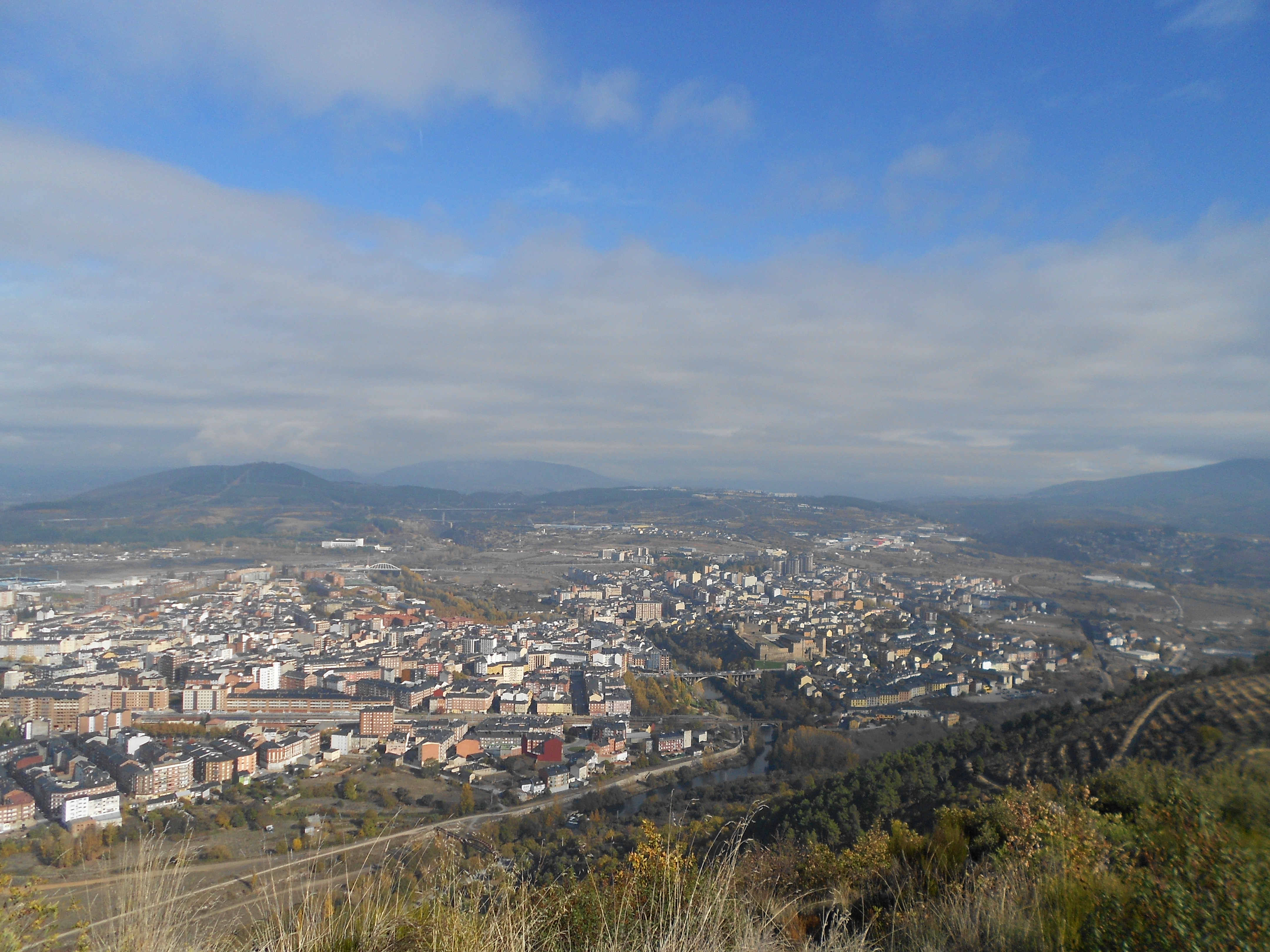
Vista de la ciudad de Ponferrada desde el monte Pajariel.

Se encuentra a una altitud de 810 m s. n. m., lo que la hace una atalaya para ver y poder fotografiar la ciudad, que se encuentra a 540 m de altitud. Dicho monte sirve como lugar de ocio y esparcimiento a los ponferradinos. En el periodo estival son frecuentes los incendios en él, muchos de los cuales son intencionados. Esto ha provocado que en los últimos años sean los propios ciudadanos de la ciudad, agrupados en cuadrillas de voluntarios, vigilen el monte para impedir que sea incendiado.

## Flora y vegetación
Está formado principalmente por pinos procedentes de repoblación. En plantaciones postincendio posteriores se ha utilizado especies autóctonas como castaños y serbales.

## Antena
El monte Pajariel sirve como punto de cobertura para Radio FM a casi toda la comarca del Bierzo.